# Franz Xaver Gebauer
Franz Xaver Gebauer (Bożków, Prússia, 1784 - Viena, 13 de desembre de 1822) fou un compositor, professor, mestre de capella i director de cors. Va ser organista a Frankenstein des de 1804, professor de música a Viena i director de cor de l'església dels Agustins d'aquella capital. Fou un dels fundadors de la Societat d'Amics de la Música i el fundador i primer director dels Concerts esperituals de Viena.